# Zamia integrifolia
Zamia integrifolia es una pequeña, dura y arbolada Zamia nativa del sudeste de los Estados Unidos (Florida y Georgia), Bahamas, Cuba, Gran Caimán y posiblemente extinta en Puerto Rico y Haití.

## Características
Zamia integrifolia produce conos de semilla rojiza con una punta acuminada distinta. Las hojas tienen 20-100 cm de largo, con 5-30 pares de folíolos. Cada folio es lineal a lanceolado u obovado oblongo, de 8-25 cm de largo y 0,5-2 cm de ancho, entero o con dientes indistintos en la punta. A menudo son revoltosos, con pecíolos espinosos. Es similar en muchos aspectos a la estrechamente relacionada Zamia pumila, pero esa especie difiere en los folíolos.
Se trata de una planta de bajo crecimiento, con un tronco que crece desde 3 hasta 25 centímetros de altura, pero a menudo es subterráneo. Con el tiempo, forma un racimo multi-ramificado, con un sistema tubular grande, que es en realidad una extensión de los tallos sobre el suelo. Las hojas pueden perderse completamente durante los períodos fríos, con la planta reposando en su sistema de raíz tuberosa, permitiendo que sea relativamente resistente al frío. La planta puede sobrevivir hasta la región USDA 8b (esto puede ser bastante septentrional: por ejemplo, Seattle es 8b). Los tallos y las hojas se regeneran después de que el período frío se desplaza por completo.
Como otras cícadas, Zamia integrifolia es dioica, con plantas masculinas o femeninas. Los conos machos son cilíndricos, creciendo hasta 5-16 cm de largo; a menudo se agrupan. Los conos femeninos son alargados y ovoides y crecen hasta 5-19 cm de largo y 4-6 cm de diámetro.

## Nombres comunes
Esta planta tiene varios nombres comunes. Dos nombres, el arrowroot de Florida y el sagú sagrado, se refieren al uso comercial anterior de esta especie como fuente de un almidón comestible. Coontie (o koonti) se deriva de la lengua de la tribu Seminola «contin hateka».

## Ecología

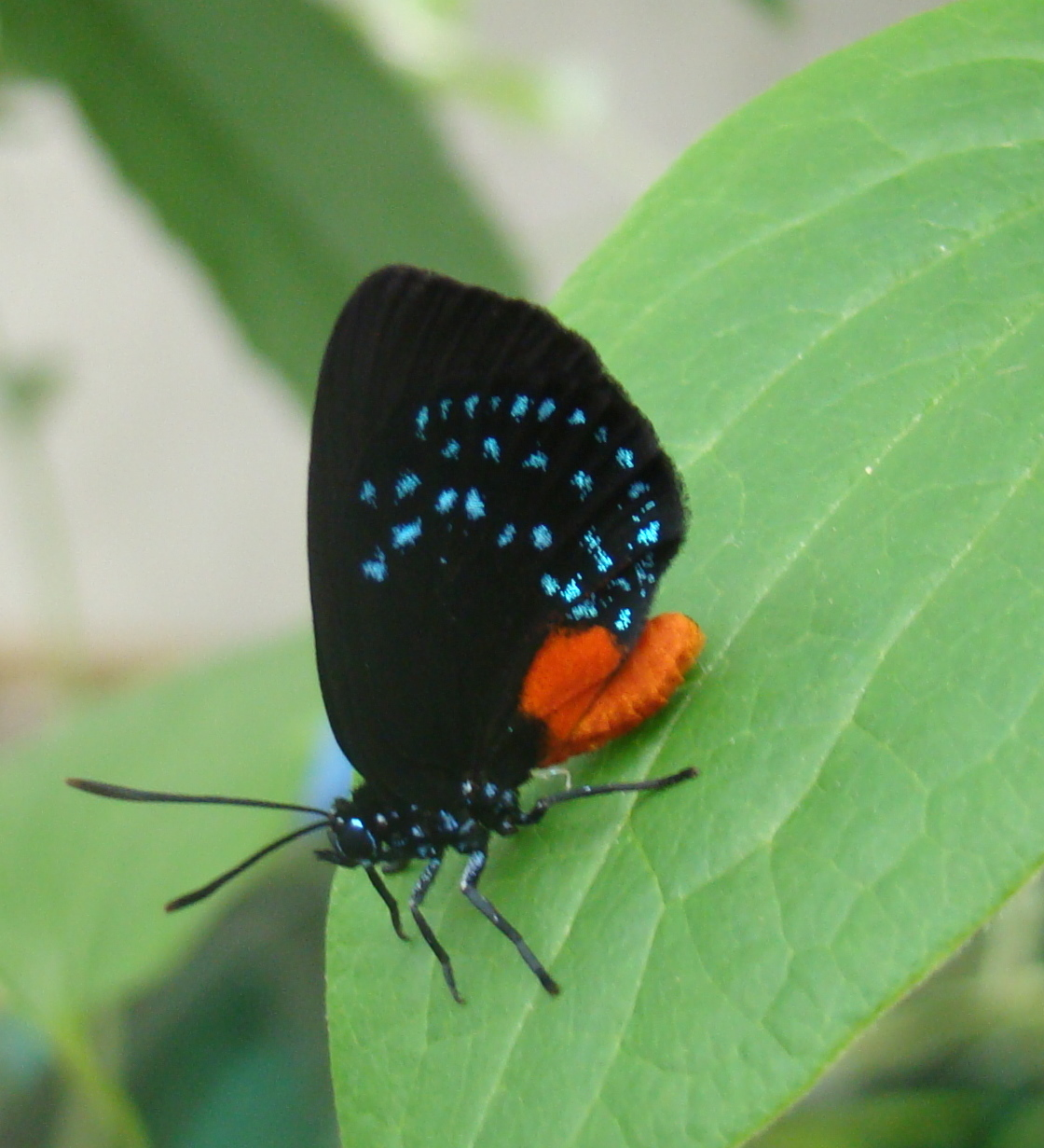
Una mariposa Eumaeus atala depende de la Zamia integrifolia para sobrevivir.

Zamia integrifolia habita en una variedad de hábitats con arenas bien drenadas o suelos arenosos arcillosos. Prefiere la luz solar filtrada a la sombra parcial. Actualmente, las poblaciones están limitadas a Florida, el sureste de Georgia, el centro de Cuba y la República Dominicana. También era nativa en el sur de Puerto Rico y Haití, pero parece haber sido extirpado de esas áreas debido al uso intensivo de la tierra.
La controversia ha existido durante mucho tiempo sobre la clasificación de Zamia en Florida. En un extremo todas las poblaciones estadounidenses han sido incluidas en Zamia pumila ampliamente definida, y en el otro varias especies han sido reconocidas bajo varios nombres (por ejemplo, Z. augustifolia, Z. floridana, Z. silvicola y Z. umbrosa). Flora of North America trata a todas las poblaciones estadounidenses como Z. integrifolia. Genéticamente, las diferencias entre las poblaciones no pueden explicarse por la variabilidad del hábitat. Estudios realizados por Ward demostraron que cinco poblaciones diferentes de Z. integrifolia con un cultivo idéntico produjeron una morfología de la hoja distinta, lo que sugiere que puede haber demasiada diversidad genética entre estos Z. integrifolia de Florida, por no mencionar las poblaciones geográficamente aisladas, para ser consideradas como una sola especie.
La planta tiene una importancia crítica para la mariposa Eumaeus atala. La mariposa, que se creía extinta hasta hace poco, depende para su supervivencia de la Zamia integrifolia, así como varias otras especies de Zamia. En la fase larvaria, la oruga Eumaeus atala come exclusivamente las hojas de la Zamia integrifolia.
Todas las partes de Zamia integrifolia son tóxicas para los seres humanos si se comen crudas. La preparación de almidón comestible de las raíces requiere un procesamiento complejo. Todas las partes de las plantas también son venenosas para los perros y el ganado.